# 伊藤隼之介
伊藤 隼之介（いとう じゅんのすけ）は、日本のアニメプロデューサー。株式会社QROUT代表取締役社長。

## 経歴
埼玉県鴻巣市出身。埼玉県立熊谷高等学校を経て早稲田大学政治経済学部を卒業後、A-1 Picturesに入社し、制作進行を担当。その後、バップに転職しプロデューサーとなる。東宝（TOHO animation）を経て、2018年にQROUTを設立。

## 作品一覧

### テレビアニメ
2010年
- 閃光のナイトレイド - 担当制作（第13話）

2011年
- 青の祓魔師 - 制作進行（第2話・第7話・第12話・第18話・第22話）

2013年
- GJ部 - プロデューサー

2014年
- GJ部@ - プロデューサー
- ばらかもん - プロデューサー
- 曇天に笑う - プロデューサー

2016年
- 刀剣乱舞 -花丸- - プロデューサー

2018年
- ウマ娘 プリティーダービー - プロデューサー

2019年
- アズールレーン - プロデュース

2024年
- 天穂のサクナヒメ - プロデューサー

### アニメ映画
2012年
- おおかみこどもの雨と雪 - 製作委員会

2015年
- 屍者の帝国 - 宣伝
- ハーモニー - 宣伝

2017年
- 虐殺器官 - プロデューサー
- 夜は短し歩けよ乙女 - プロデューサー
- 夜明け告げるルーのうた - プロデューサー
- 打ち上げ花火、下から見るか? 横から見るか? - プロデューサー

2020年
- 思い、思われ、ふり、ふられ - プロデューサー

### 漫画
2020年
- ウマ娘 シンデレラグレイ - 漫画企画構成

2024年
- 実存アンプラグド（『少年ジャンプ+』2024.03.31-） - 企画

### 広告
2021年
- グランドサマナーズ 4周年記念アニメーションPV - プロデュース